# 福島県道299号実沢要田線
福島県道299号実沢要田線（ふくしまけんどう299ごう さねざわかなめたせん）は、福島県田村郡三春町から同県田村市に至る一般県道である。

## 路線概要
- 起点：田村郡三春町大字実沢字上台
- 終点：田村市船引町要田字要田・田村郡三春町大字熊耳字要田（境界上）
- 総延長：4.289km[1]
  - 実延長：総延長に同じ
- 路線認定年月日：1959年8月31日[2]

## 通過する自治体
- 田村郡三春町 - 田村市 - 三春町 - 田村市 - 三春町 - 田村市

## 接続・交差する道路
- 三春町内
  - 福島県道119号本宮常葉線（大字実沢字上台 起点）
- 田村市内
  - 福島県道50号浪江三春線（船引町要田字要田 終点）

## 沿線
- JR磐越東線
- 葛尾村立葛尾中学校三春校
- 田村市立要田中学校
- 要田郵便局

## その他
- 当路線は三春町、田村市境を何度も通過する。特に終点付近では市町境が当路線を中心として細かく入り組んでいる。、田村市船引町荒和田地区から三春町庄司地区に入ると200mほどで田村市船引町笹山地区に入り、50mほど進むと上り線側の路肩が市町境となる。200mほど進むと当路線は三春町熊耳地区に入り、下り線側の路肩が市町境となるが、50mほどで道の両側を田村市域に挟まれる状態になる。100mほど進むと回廊状の三春町域が上り路肩側にずれ、田村市船引町要田地区となるが、50mほどで再び三春町域に入り、再び道路両側を田村市域に挟まれる状態となる。そのまま200mほど進むと終点の丁字路に至る。ここも県道50号の中心が回廊状に飛び出た三春町域と田村市の市町境である。三春町域はその後県道50号の上り車線を回廊状に30mほど進み沿線の民家に至る。